# بروتين موت الخلية المبرمج 1
 بروتين موت الخلية المبرمج 1 (بالإنجليزية: Programmed cell death protein 1) هو بروتين يعرف بالرمز PD-1 والرمز CD279 (cluster of differentiation 279) كتلة تمايز 279 , يوجد في خلايا جسم الإنسان ويقوم بإنتاجه جين يسمى PDCD1. يعتبر البروتين PD-1 مستقبل يوجد على أسطح بعض من خلايا نظام المناعة وتنتمي تلك الخلايا إلى عائلة إمونوغلوبولين العظمى؛ ويظهر البروتين PD-1 على أسطح الخلايا تي والخلايا بي العائمة في الدم. وهو يربط اثنين من الرابطات المسماة باسمه وهما: PD-L1 و PD-L2.
ويلعب البروتين
PD-1 وربائطه دورا هاما في تنظيم نظام المناعة وذلك لأنه يقلل تنشيط الخلايا تي، مما يعمل على خفض المناعة الذاتية الضارة (أي اعتدائهم على خلايا الجسم السليمة)، ويحفزون سويا على التحمل المناعي، أي أن لا تتأثر خلايا الجسم السليمة بهجوم الخلايا تي والخلايا بي، وتنصب مقاومتهم على مقاومة أنتيجين من مسببات المرض.
ويتوصل البروتين PD-1 إلى تأثيراته في جهاز المناعة عن طرق آليتين: تحفيز استماتة (موت الخلية المبرمج) خلايا تي المضادة لأنتيجين معين في العقد اللمفاوية مع خفض استماتة خلايا تي المنظمة بحيث أن تتوازن أعدادها. (suppressor T cells).

## تركيبه
بروتين موت مبرمج 1 هو عبارة عن بروتين غشائي من النوع 1 ويتكون من 268 حمض أميني. يكتب اختصرا على الصورة PD-1 وهو أحد أعضاء عائلة CD28/CTLA-4 من خلايا تي المنظمة واكتشف في عام 1992. يحتوي تركيب هذا البروتين على منطقة خارج الخلية من خلايا عائلة إمونوغلوبولين العظمى IgV ويرتبط بها قسم يعبر غشاء الخلية إلى الداخل و«زائدة» داخل الخلية. تلك الزائدة أو «الذيل» تحتوي على جزئين «فوسفوريليشن» متمركزة في مستقبل مناعي «تيروسين» من نوع based inhibitory motif ومستقبل آخر immunoreceptor tyrosine-based switch motif مما يشير إلى أن PD-1 ينظم سلبيا مستقبل خلايا تي.
وهذا يتفق مع ارتباط SHP-1 و SHP-2 phosphatases مع الذيل السيتوبلاسمي لـ PD-1 عبر الرابطة.
البروتين PD-1 يظهر على أسطح الخلايا تي المنشطة، والخلايا بي المنشطة وعل أسطح خلايا الخلايا الأكولة الكبيرة (ماكروفاج) التي تقوم بمقاومة أنتيجين دخيل على الجسم. وبالمقارنة بين فعل PD-1 وفعل CTLA-4, فإن PD-1 ينظم سلبيا بطريقة أوسع للاستجابة المناعية.

## بروتين تمويت خلية
البروتين PD-1 له ربيطتين:, PD-L1 و PD-L2, وهما من أنواع عائلة البروتين B7 (protein.
ويتم تنظيم البروتين PD-L1 عن طريق [[خلية بلعمية كبيرة|الخلايا الأكولة الكبيرة) وأيضا عن طريق الخلايا المتغصنة. كما يمكن ان تنظمه خلايا تي وخلايا بي عن طريق اشرات من مستقبل خلايا تي ومستقبل خلايا بي؛ حيث يمكن الكشف عن
م PD-L1 [mRNA] في قلب الفئران الساكنة، وفي رئتيها وفي غدتها الزعترية وفي كليتيها (من أبحاث عام 2000).
.
كما يظهر PD-L1 في الخلايا معظم الأحياء المائية المصابة بأورام عند معالجتها بإنترفيرون-غاماIFN-γ.
أما ظهور PD-L2 فهو أقل حدوثا ويًبدى بصفة رئيسة من الخلايا المتغصنة وبعض الأورام.

## الفاعلية
تبين عدة مؤشرات أن بروتين PD-1 سلبا على الاستجابة المناعية. ويبدو أن PD-1 ينظم الخلايا تي بطريقة سلبية. وتبين نتائج بحوث أجريت على خلايا متغصنة وعليها البروتين PD-L1 ، وعلى CD4+ وCD8+ أن خلايا تي CD8+ تميل على الخمول بواسطة PD-L1, إلا أن ذلك قد يعتمد على شدة أشارات الخلايا تي المنظمة TCR signaling.
هذا يتفق مع دور سلبي لاستجابة خلايا تي المنظمة CD8+ . وقد قام «أحمد رفاعي» ومجموعته العلمبة بدراسته وبين أن فاعلية PD-1-PD-L1 تخفض تنشيط خلايا تي ذات CD8+ ، ويمكن عكس تلك الفاعلية عن طريق منع تفاعل PD-1-PD-L1 .

## أهميته العلاجية
بينت التجارب على الفئران أن هذا البروتين ينشأ في الغدة الزعترية عندما يحقن ضد من نوع
anti-CD3 مما يتسبب في استماتة عدد كبير من خلايا الغدة الزعترية. الفئران التي يقل لديها هذا الجين تبدي مرض اعتلال عضلة القلب التوسعي وتموت بسبب قصور القلب. وتبين تلك التجارب أن هذا البروتين الناتج من أحد الجينات ربما يكون مهم أيضا لعمل الخلايا التائية ويعمل على منع المناعة الذاتية التي يهاجم فيها جهاز المناعة علايا الجسم السليمة.

### في علاج السرطان
بدأ أنتاج المضادات وحيدة النسيلة التي تستهدف البروتين PD-1 التي تحفز نظام المناعة لمعالجة مرض السرطان (2010).
وقد أبدت خلايا سرطانية البروتين PD-L1, وأحد رابطاته منع تفاعل بين PD-1 و PD-L1 مما أدى إلى تنشيط استجابة المناعة في التجارب المعملية «إن فيترو» وبينت مقاومة ضد الورم السرطاني.
بعض تلك العقارات المضادة anti-PD-1 , [nivolumab], أظهرت استجابة في محاربة سرطان الرئة، والأورام الميلانينية وخلايا سرطانية في الكلى لبعض المرضى (296 شخص في عام 2012). ولكن سرطان القولون وسرطان البنكرياس فلم تبدى تحسن للحالة.
وثبتت فاعلية العقار
Nivolumab الذي يهاجم مستقبل البروتين PD-1 في دراسات في اليابان في يوليو 2014 وصرح بالعقار في الولايات المتحدة الأمريكية في ديسمبر 2014 لعلاج انتشار الأورام الميلانومية.
ونجح عقار Pembrolizumab الذي تنتجه شركة ميرك وهو يستهدف أيضا مستقبلات PD-1 وصرحت به مصلحة
, FDA الأمريكية في سبتمبر 2014 بغرض علاج ميلانومي منتشر. ويستخدم هذا العقار حاليا لعلاج مرضي متقدمين في انتشار الميلانومي في المملكة المتحدة (مارس 2015).
ولا تزال البحوث جارية لابتكار عقارات أخرى تستهدف مستقبلات PD-1 : من ضمنها Pidilizumab و[BMS 936559] و MPDL328OA .

### مقاومة فيروس العوز المناعي البشري
العقارات التي تستهدف PD-1 قد تحسن من مقاومة / أو تخفيف مرض فيروس العوز المناعي البشري eradication.

## اقرأ أيضا
- خلية تائية
- مستقبل خلية تي
- معقد التوافق النسيجي الكبير
- سرطان الجلد
- عنقود تمايز